# Ikeda Kikunae

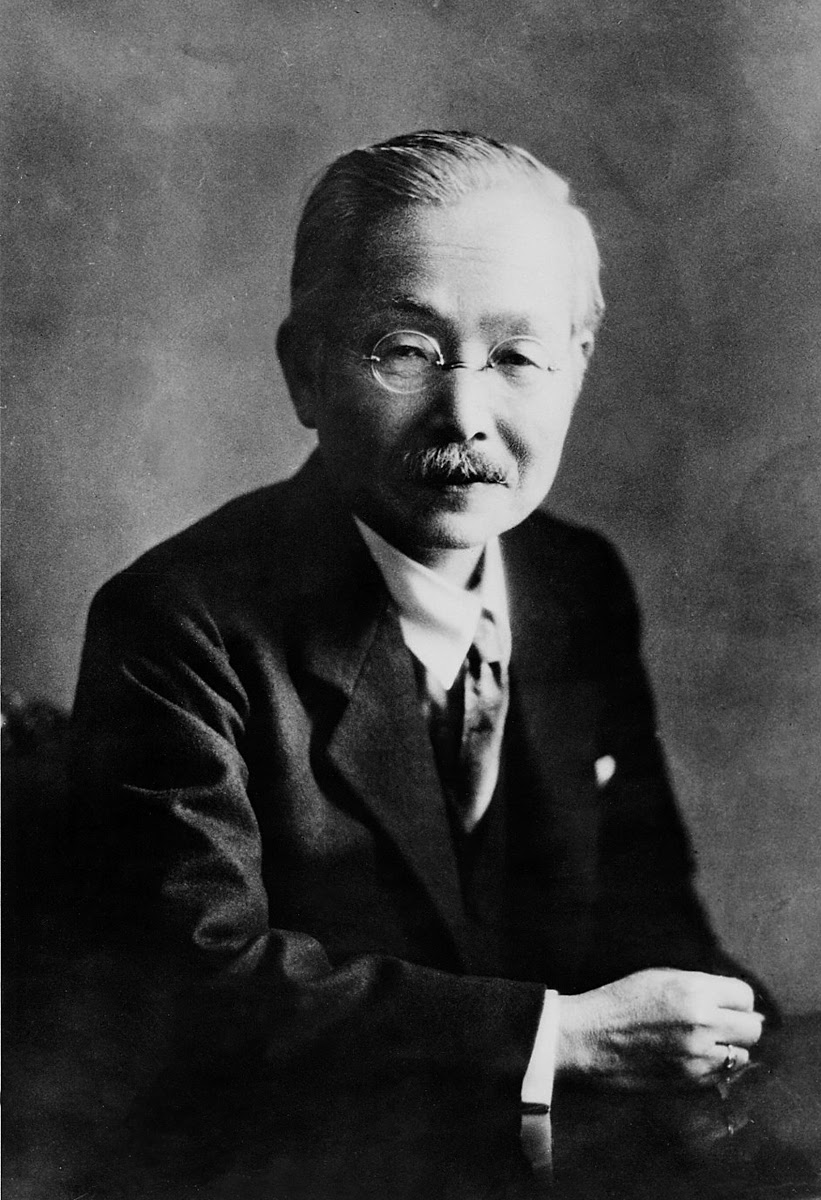
Ikeda Kikunae

Ikeda Kikunae (池田 菊苗 Ikeda Kikunae, Trì Điền Cúc Miêu), sinh 8 tháng 10 năm 1864, mất 3 tháng 5 năm 1936), là nhà hóa học người Nhật Bản. Ông sinh ở Kyoto, từng đi du học châu Âu, là giáo sư Đại học Đế quốc Tokyo (東京帝國大學). Năm 1908, ông phát hiện vị của rong biển xuất phát từ muối Glutamat natri, Glutamat có thể sinh ra cảm giác "ngọt". Sau đó ông đã đăng ký bản quyền phát minh bột ngọt, thành lập công ty Ajinomoto. Năm 1913, ông trở thành Hội trưởng Hội Các nhà hóa học Nhật Bản.